# Pat Metheny Group (album)
Pat Metheny Group – pierwszy studyjny (pierwszy w dyskografii) album grupy Pat Metheny Group, nagrany w styczniu 1978 r. i w tym samym roku wydany przez wytwórnię ECM.

## Lista utworów
| 1. | „San Lorenzo” (Metheny i Mays) | 10:16 |
|    |                                |       |
| 2. | „Phase Dance” (Metheny i Mays) | 8:25  |
|    |                                |       |
| 3. | „Jaco” (Metheny)               | 5:40  |
|    |                                |       |
| 4. | „Aprilwind” (Metheny)          | 2:09  |
|    |                                |       |
| 5. | „April Joy” (Metheny)          | 8:15  |
|    |                                |       |
| 6. | „Lone Jack” (Metheny i Mays)   | 6:43  |
|    |                                |       |
|    |                                | 41:28 |
|    |                                |       |

## Skład zespołu
- Pat Metheny – gitary
- Lyle Mays – fortepian, instrumenty klawiszowe, harfa, oberheim, syntezatory
- Mark Egan – gitara basowa
- Danny Gottlieb – perkusja

## Miejsca na listachBillboardu
| Rok  | Lista       | Miejsce |
| ---- | ----------- | ------- |
| 1978 | Jazz Albums | 5       |
| 1978 | Pop Albums  | 123     |